# Tilesia frontalis
Tilesia frontalis är en tvåvingeart som först beskrevs av Jean-Baptiste Robineau-Desvoidy 1863.  Tilesia frontalis ingår i släktet Tilesia och familjen parasitflugor.
Artens utbredningsområde är Frankrike. Inga underarter finns listade i Catalogue of Life.